# Bilibino
Bilibino (ruski: Билибино) je grad u Rusiji, u Čukotskom autonomnom okrugu.
Nalazi se na 68°03′sjeverne zemljopisne širine i 166°27′istočne zemljopisne dužine.
Utemeljen je 1955. godine, a gradom je priznat 28. lipnja 1993. godine. 
Broj stanovnika: 5.700 (2006.)
Vremenska zona: Kamčatsko vrijeme (UTC+12/13), odnosno Moskovsko vrijeme +9

## Vanjske poveznice
- Билибинский район ЧАО[neaktivna poveznica]
- Фотографии города
- http://www.bilibino.ru/